# Coquille (typographie)
Pour les articles homonymes, voir Coquille.

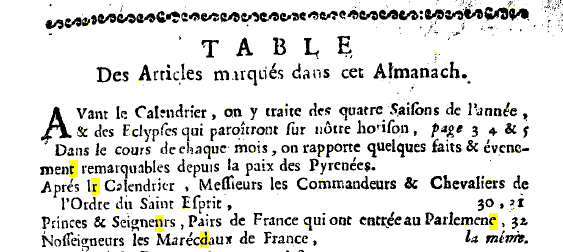
Extrait de lAlmanach royal de 1706 avec plusieurs coquilles (et un bourdon).

Une coquille est une erreur de composition en typographie, consistant à mettre un caractère à la place d'un autre. Le mot s'est généralisé pour désigner toute faute typographique.

## Définition

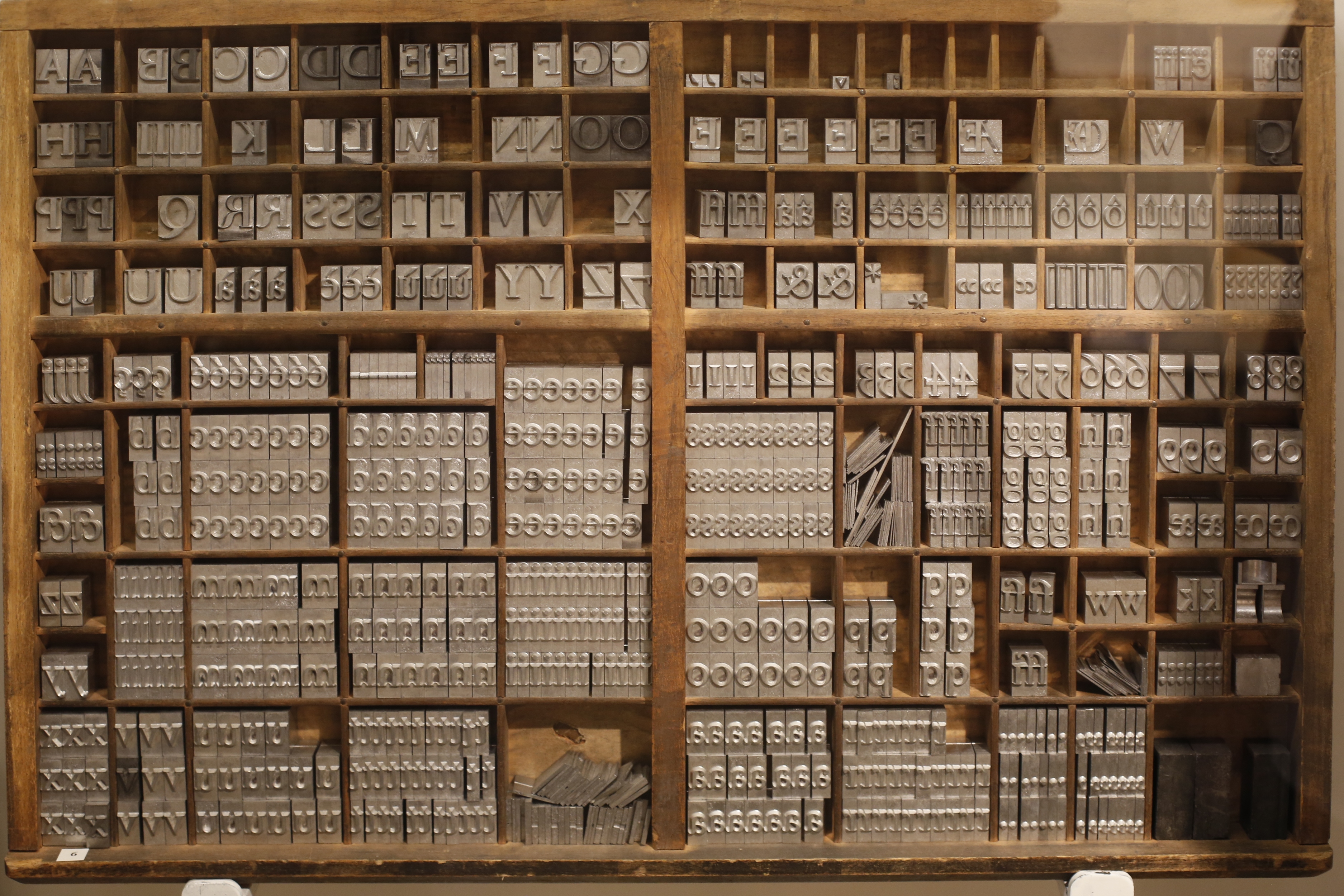
Casse de typographe au musée Champollion, à Figeac.

Au sens strict, la coquille trouve son origine dans la composition au plomb, où il s'agit d'une erreur lors de l'opération appelée distribution consistant à remettre les caractères dans leurs cassetins lorsqu'une impression est terminée. Ainsi, lors d'une nouvelle composition, le typographe prendra dans un cassetin un caractère qui ne devrait pas s'y trouver. Il peut s'agir d'une lettre à la place d'une autre, provenant d'un cassetin voisin, ou de la même lettre mais appartenant à une autre fonte (par exemple un « a » italique à la place d'un « a » romain).
En ce sens, le mot « coquille » désigne non seulement l'erreur et son résultat à l'impression, mais aussi le caractère en plomb mal rangé :

« On sent quelquefois à l'épaisseur de la lettre si on lève une coquille : alors on la met dans son cassetin, et on en prend une bonne. »

— Marcelin Aimé Brun, Manuel pratique et abrégé de la typographie française, 1826.
Dans ce sens précis, la coquille n'existe plus aujourd'hui, ou très peu, vu la disparition quasi généralisée de la composition en plomb. Le mot continue toutefois d'être utilisé pour les nouvelles méthodes de composition utilisant un clavier (machine à composer puis photocomposition), et s'est ensuite étendu de l'imprimerie à la dactylographie et à l'informatique. On appelle en effet aujourd'hui « coquille » une faute de frappe où l'on appuie sur une touche voisine de la touche voulue, le résultat étant une lettre à la place d'une autre.
Le mot s'est aussi généralisé à toute faute typographique, que ce soit par omission (bourdon), par addition, par interversion (mastic),.

## Exemples de coquilles
- Un journal, donnant des nouvelles de Jérôme Bonaparte, qui était mourant, annonça une amélioration de son état. Le lendemain, on ajouta : « Le vieux persiste. » Dans la casse française, les caractères « m » et « v » se trouvent dans des cassetins voisins[5].
- Le 2 mars 2005, lors d'une audition à la Commission des forces armées de la Chambre des représentants des États-Unis, la représentante Ellen Tauscher a utilisé Sedan comme un exemple d'essai nucléaire ayant produit une quantité considérable de retombées radioactives[6]. Cependant, dans le compte-rendu de l'audition, le mot Sedan a été transcrit par erreur en Sudan, ce qui a provoqué un incident diplomatique avec le Soudan, dont le nom s'écrit Sudan en anglais[7].

Eugène Boutmy à la fin du XIXe siècle, et Émile Chautard en 1937, tous deux repris par David Alliot en 2004, ont recensé des coquilles célèbres. De même, Le Canard enchaîné possède une rubrique recensant des coquilles parues dans la presse nationale.

## Origines de l'expression
Le terme apparaît dès la fin du XVIe siècle : à cette époque, les imprimeurs lyonnais s'appelaient eux-mêmes « Suppôts du Seigneur de la Coquille ».
Le terme apparaît ensuite en 1723, dans La Science pratique de l'imprimerie, de Fertel :

« c'est pourquoi ſi un Compoſiteur ne ſçait bien l'Ortographe, il eſt ſujet à faire quantité de coquilles. a
a Ce mot ſignifie jetter les Lettres dans une place pour un autre. »

c'est-à-dire, en écriture actuelle :

« c'est pourquoi si un compositeur ne sait bien l'orthographe, il est sujet à faire quantité de coquilles. a
a Ce mot signifie jeter les lettres dans une place pour une autre. »

Plusieurs légendes circulent sur l'origine du mot « coquille » en typographie.

### Coquille Saint-Jacques
La coquille Saint-Jacques, symbole des pèlerins de Saint-Jacques, était l'emblème de nombreux imprimeurs et les références au pèlerinage abondent dans le jargon des typographes (« aller à Saint-Jacques », « aller en Galilée »,  « bourdon », etc.). On a pu y voir un symbole de rachat, de purification, donc de correction après une faute. En même temps, le mauvais côté des coureurs de routes, qui avait fait nommer « coquillards » des gens promis au gibet, suggérait directement la faute.

### Omission du «q»
Selon une autre de ces légendes, très répandue en raison de son aspect grivois et amusant, mais totalement infondée chronologiquement, la coquille tiendrait son nom de l'omission de la lettre « q » dans le mot « coquille », prenant alors la forme cocasse « couille ».
André Gide rapporta ainsi cette anecdote dans une lettre à Jean Cocteau du 18 janvier 1931, puis dans son Journal, à la date du 15 décembre 1937 :

« On raconte que Rosny, exaspéré par les erreurs typographiques que les protes faisaient ou laissaient passer, écrivit un article vengeur intitulé « Mes coquilles ». Quand Rosny le lendemain ouvrit le journal, il lut avec stupeur, en gros caractères, cet étrange titre : « MES COUILLES ». Un prote, négligent ou malicieux, avait laissé tomber le q… »

Le sujet inspira aussi Boris Vian, qui énonça le problème en ces termes, dans une lettre du 8 haha 82 (13 octobre 1954) adressée au collège de 'Pataphysique :

« Axiome : Retirez le Q de la coquille : vous avez la couille, et ceci constitue précisément une coquille. »

Enfin, Pierre Desproges s'en amusa le 11 juin 1986, dans l'une de ses Chroniques de la haine ordinaire, intitulée « Coquilles » :

« Le 19 avril 1911, dans un article du Journal officiel de la République concernant les nouvelles réglementations en vigueur dans le commerce des œufs de poule, il était stipulé que quel que soit leur calibre, les couilles devaient être propres et exemptes de duvet au moment d'être exposées à l'étalage. Vous aurez compris que la lettre « q » du mot « coquille » avait disparu au moment de l'impression du journal. »

Néanmoins, le Journal officiel du 19 avril 1911 ne fait aucune référence aux œufs.
De toute façon, la disparition de la lettre « q » ne constitue pas une coquille au sens originel, mais un bourdon. Quoi qu'il en soit, « couille » aussi bien que « coquille » sont restés pour parler d'une bourde, d'une erreur, même si le second est considéré comme plus convenable.

### Coquille d'œuf
Une autre légende, peut-être apparue au XXIe siècle, prétend que le mot « coquille » viendrait de la coquille d'œuf. Elle affirme que les plaques d'imprimerie étaient autrefois nettoyées avec du blanc d'œuf et que des petits morceaux de coquilles restaient parfois collés dessus, faisant bouger les lettres et occasionnant des erreurs. Cette explication n'est attestée par aucune source primaire fiable, d'autant plus que les plaques et caractères d'imprimerie sont nettoyés avec un détachant (alcool) alors que le blanc d'œuf agit au contraire comme un liant.

## Difficultés de repérer ses propres erreurs typographiques
Il semble plus simple de repérer les fautes de frappe dans un texte écrit par d'autres que dans un texte que l'on est soi-même en train d'écrire. Selon un psychologue de l'université de Sheffield, cela s'explique par le fait que, lors de la frappe des lettres, comme la tâche est complexe, le cerveau humain a tendance à ne gérer qu'avec distance les tâches simples.
Comme l'auteur d'un texte connaît son sens, l'information qu'il lit est combinée avec le sens auquel il s'attend, ce qui permet au cerveau de gagner en rapidité mais laisse passer des détails comme les fautes de frappe. Au contraire, les personnes qui lisent pour la première fois un texte ne connaissent pas son sens à l'avance et leur cerveau repérera mieux les détails.
Une solution pour mieux repérer les fautes de frappe à la relecture d'un texte serait que l'auteur change son environnement, par exemple en changeant la couleur du fond de son écran ou en imprimant le texte : le cerveau peut alors avoir l'impression de lire le texte pour la première fois et mieux repérer les erreurs.

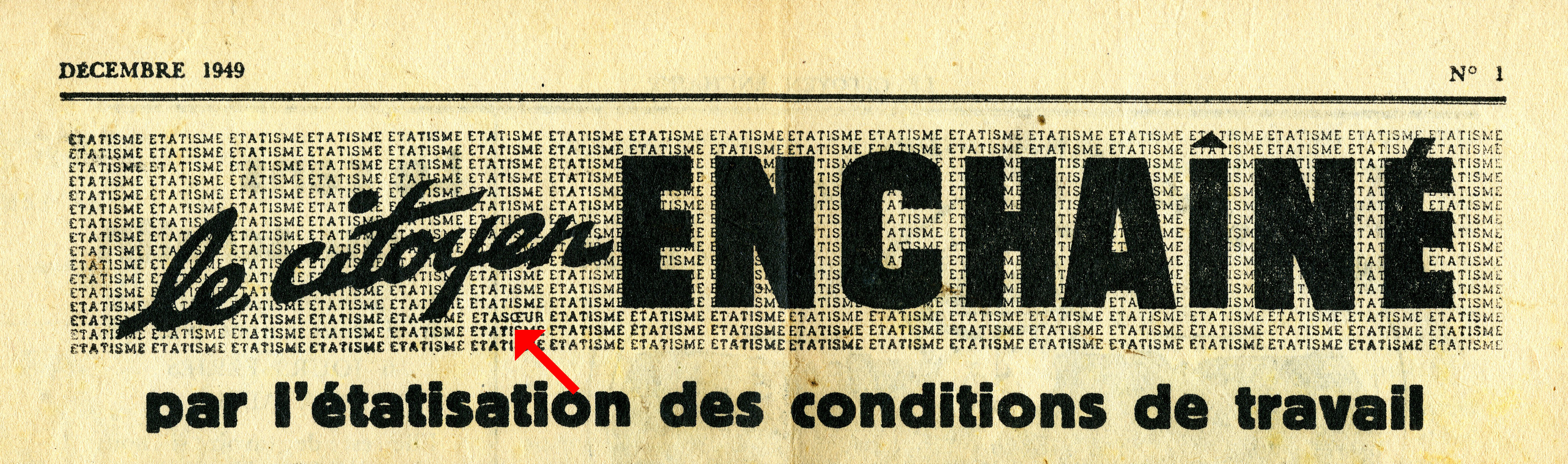
La coquille n'est pas toujours accidentelle.

Par ailleurs, il semble que le cerveau note de manière inconsciente quand une faute de frappe est effectuée : les personnes qui tapent sur un clavier d'ordinateur qu'elles n'ont pas besoin de regarder ralentissent légèrement leur rythme juste avant de faire une faute de frappe, le cerveau envoyant un signal aux doigts pour leur indiquer qu'ils font une erreur ; les doigts ralentissent mais comme la frappe est rapide, ils ne peuvent s'arrêter avant de faire l'erreur.